# الهادي الزغل
الهادي الزغل هو سياسي تونسي.

## السيرة الذاتية
عين في 13 سبتمبر 1978 في منصب وزير الشباب والرياضة في حكومة الهادي نويرة ثم في حكومة محمد مزالي، وذلك حتى 4 سبتمبر 1980.